# Lepidolit

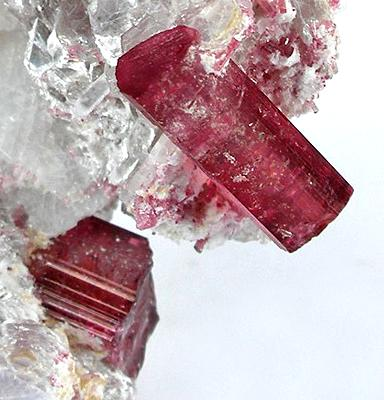
Kryształy lepidolitu

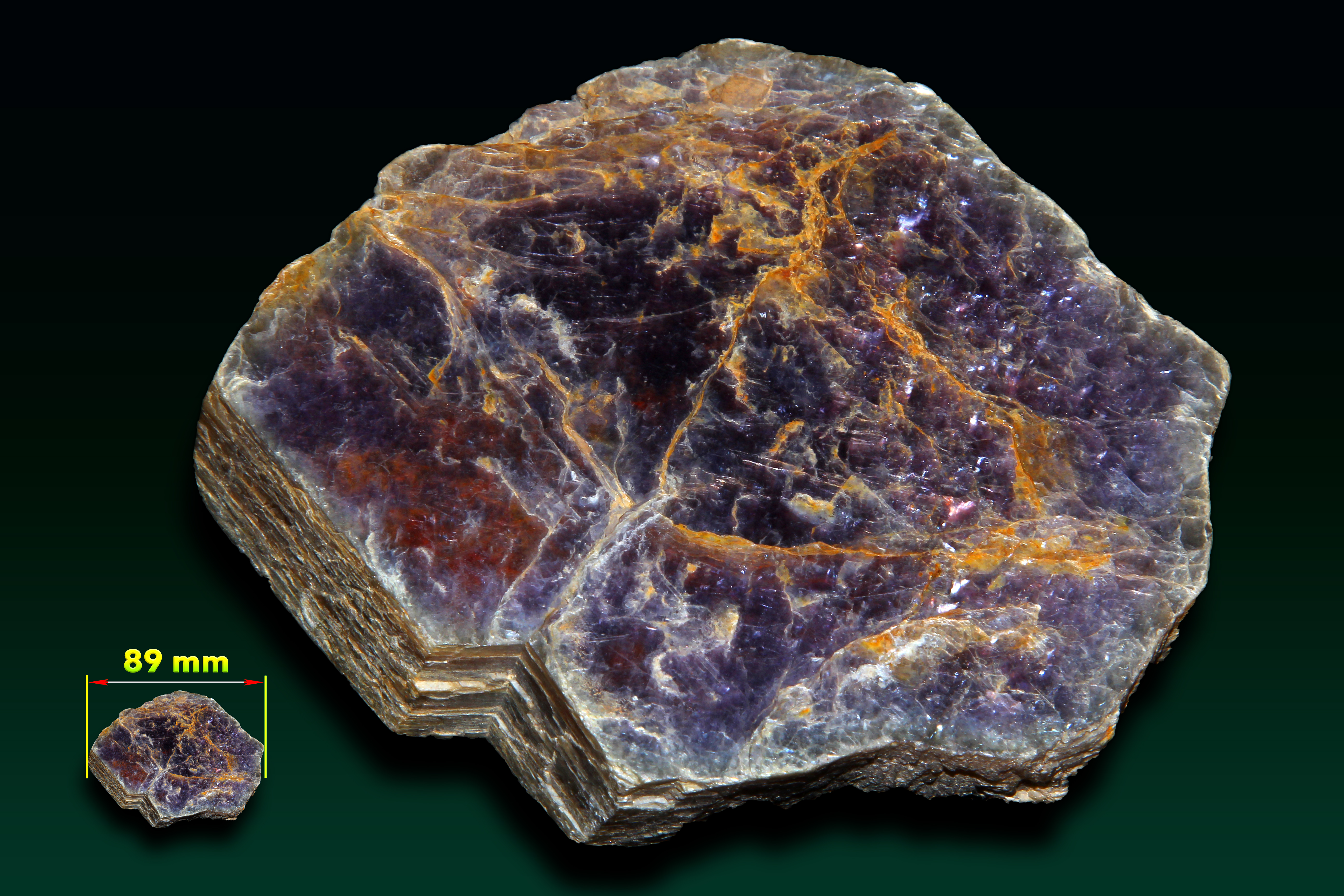
Lepidolit (mika litowa) - Virgem da Lapa, Minas Gerais, Brazylia.

Lepidolit – rzadki minerał należący do gromady krzemianów, zaliczany do grupy mik litowych. Jest  rozpowszechniony tylko w niektórych rejonach Ziemi.
Nazwa pochodzi od gr. lepis (lepidon) = łuska i lithos = skała (kamień); nawiązuje do częstych drobnołuseczkowych skupień tego minerału.

## Charakterystyka

### Właściwości
Tworzy kryształy o pokroju tabliczkowym, płytkowym lub blaszkowym. Pięknie wykształcone kryształy są spotykane w druzach w formie szczotek krystalicznych. Jest giętki, sprężysty, przezroczysty. Często zawiera niewielkie ilości żelaza, sodu, cezu, magnezu.

### Występowanie
Stanowi składnik pegmatytów i niektórych grejzenów. Bardzo często można go spotkać obok kwarcu, spodumenu, topazu, berylu, kasyterytu, fluorytu, turmalinu, z którymi współwystępuje.
Miejsca występowania:
- na świecie: Rosja – Ural, USA – Pala, Kalifornia, Kolorado, Maine, Brazylia, Zimbabwe, Madagaskar, Finlandia, Włochy, Australia,

- w Polsce: znajdowany w druzach pegmatytowych w Karkonoszach.

### Zastosowanie
- bardzo ważne źródło otrzymywania litu,
- jest atrakcyjny i ceniony przez kolekcjonerów,
- minerał w formie zbitej jest bardzo atrakcyjnym kamieniem dekoracyjnym i ozdobnym,
- bywa obrabiany i szlifowany na potrzeby kolekcjonerów.